# Evdokim Egorov
Evdokim Egorov, né en 1832 à Saint-Pétersbourg et mort le 13 mai 1891 à Paris, est un peintre russe.

## Biographie
Evdokim Alekseevich Egorov est le fils du peintre Alexeï Egorov et de Vera Ivanovna Martos. Son grand-père maternel est le sculpteur Ivan Martos.
Après avoir étudié à l’Académie impériale de Saint-Pétersbourg, il devient conservateur du musée de Moscou. 
En 1874, il s’installe dans la capitale française avec son épouse Marie Sigismonde. Dans ses ateliers parisiens, il décore la porcelaine et la faïence.
Parmi ses nombreux élèves figurent Elena Polenova, Vassili Polenov et Ilia Répine.
Il meurt à l'âge de 59 ans à son domicile de l'avenue de Wagram. Il est inhumé au cimetière des Batignolles. Devenue veuve, Marie Sigismonde exposera au Salon à partir de 1895.